# Sarah Prieur
Sarah Prieur (* 19. April 1986 in Duisburg) ist eine deutsche Sachbuchautorin.

## Leben
Sarah Prieur wurde 1986 in Duisburg geboren und wuchs in Neukirchen-Vluyn auf. Nach dem Abitur zog sie nach Düsseldorf und studierte bis 2010 Modernes Japan und Anglistik. Im Bereich Stricken und Häkeln ist sie unter dem Namen Sapri Design als Influencerin mit Profilen auf Instagram und YouTube aktiv, wo sie in ihrem Video-Podcast Sarahs Nadelgeschichten über ihre aktuellen Projekte berichtet. Darüber hinaus entwirft sie eigene Strick- und Häkelprojekte und ist regelmäßig Gast auf Kreativmessen.
Seit 2017 lebt Prieur mit ihrem Mann in München. Ihre Bücher wurden bislang neben Deutsch in vier weiteren Sprachen veröffentlicht. 

## Werke
- Häkeln super easy. EMF Verlag, München 2022, ISBN 978-3-7459-0895-4.
- Die Strickschule für Potterheads. EMF Verlag, München 2022, ISBN 978-3-7459-1200-5.
- Häkeln super easy – Für Kids. EMF Verlag, München 2023, ISBN 978-3-7459-1482-5.
- Roosimine-Socken stricken. EMF Verlag, München 2024, ISBN 978-3-7459-2071-0.
- Mein tierisch-lustiges Strickliesel-Buch. EMF Verlag, München 2024, ISBN 978-3-96093-222-2.